# Night of Champions (culturismo)
Night of Champions (NOC) è una competizione internazionale di bodybuilding organizzata annualmente a New York, negli Stati Uniti. L'evento è stato istituito nel 1978 ed è considerato una delle gare di culturismo più prestigiose, dato che permette ai primi cinque finalisti di qualificarsi per il concorso Mr. Olympia. Dal 2003 alla competizione di culturismo maschile, è stata affiancata quella di culturismo femminile, di figure e di fitness. Nel 2005 l'evento è stato ribattezzato New York Pro Championship, e da quel momento le competizioni di fitness e figure sono state svolte come eventi separati rispetto a quelle di culturismo.

## Vincitori
| Anno | Culturismo maschile             | Culturismo femminile                                | Fitness                         | Figure                          |
| ---- | ------------------------------- | --------------------------------------------------- | ------------------------------- | ------------------------------- |
| 1978 | Robby Robinson                  |                                                     |                                 |                                 |
| 1979 | Robby Robinson                  |                                                     |                                 |                                 |
| 1980 | Chris Dickerson                 |                                                     |                                 |                                 |
| 1981 | Chris Dickerson                 |                                                     |                                 |                                 |
| 1982 | Albert Beckles                  |                                                     |                                 |                                 |
| 1983 | Lee Haney                       |                                                     |                                 |                                 |
| 1984 | Albert Beckles                  |                                                     |                                 |                                 |
| 1985 | Albert Beckles                  |                                                     |                                 |                                 |
| 1986 | Lee Labrada                     |                                                     |                                 |                                 |
| 1987 | Gary Strydom                    |                                                     |                                 |                                 |
| 1988 | Phil Hill                       |                                                     |                                 |                                 |
| 1989 | Vince Taylor                    |                                                     |                                 |                                 |
| 1990 | Mohammed Benaziza               |                                                     |                                 |                                 |
| 1991 | Dorian Yates                    |                                                     |                                 |                                 |
| 1992 | Kevin Levrone                   |                                                     |                                 |                                 |
| 1993 | Porter Cottrell                 |                                                     |                                 |                                 |
| 1994 | Mike Francois                   |                                                     |                                 |                                 |
| 1995 | Nasser El Sonbaty               |                                                     |                                 |                                 |
| 1996 | Flex Wheeler                    |                                                     |                                 |                                 |
| 1997 | Chris Cormier                   |                                                     |                                 |                                 |
| 1998 | Ronnie Coleman                  |                                                     |                                 |                                 |
| 1999 | Paul Dillet                     |                                                     |                                 |                                 |
| 2000 | Jay Cutler                      |                                                     |                                 |                                 |
| 2001 | Orville Burke                   |                                                     |                                 |                                 |
| 2002 | Markus Rühl                     |                                                     |                                 |                                 |
| 2003 | Víctor Martínez                 | Denise Masino (LW) Kim Harris (MW) Betty Viana (HW) | Kelly Ryan                      | Davana Medina                   |
| 2004 | Melvin Anthony                  | Yaxeni Oriquen                                      |                                 |                                 |
| 2005 | -- New York Pro Championship -- | -- New York Pro Championship --                     | -- New York Pro Championship -- | -- New York Pro Championship -- |